# دعم عسر القراءة في الولايات المتحدة
يُعَد دعم الأفراد الذين يعانون من عسر القراءة في الولايات المتحدة جزءًا من الجهود التعليمية والصحية التي تهدف إلى تحسين المهارات القرائية والتعلمية لدى الطلاب ذوي صعوبات التعلم. بما في ذلك سن قوانين مثل قانون الأمريكيين ذوي الإعاقة لعام 1990، بالإضافة إلى مساهمات منظمات غير ربحية تُعنى بتقديم التشخيص والتدريب المجاني للمعلمين والطلبة. ومن بين هذه المبادرات، برزت مؤسسة الطقوس الاسكتلندية التي قدمت برامج للكشف عن عسر القراءة ودورات تدريبية ومواد تعليمية مجانية.

## وصلات خارجية
- المنظمة الدولية لعسر القراءة (بالإنجليزية)